# Rodolphe Ghiglione
Rodolphe Ghiglione, né le 28 mars 1941 à La Brigue et mort le 19 octobre 1999 à Paris, est un psychologue français qui fut le fondateur et le directeur du Groupe de Recherche sur la Parole (GRP), laboratoire de recherche en psychologie sociale de l'Université Paris 8.
Il a été l'auteur de plusieurs ouvrages de référence en psychologie sociale, en sociologie et en analyse du discours.
Ses principaux apports scientifiques concernent la théorie du contrat de communication ; l'impact des indicateurs langagiers sur l'activité de penser et de communiquer ; les méthodes d'analyse de contenu ou de discours.
D'après Jean-François Richard, Rodolphe Ghiglione a "…immédiatement perçu le rôle central du langage en psychologie sociale… le langage n'est pas le simple véhicule de la communication qui transmettrait de façon transparente des intentions et des significations. Le langage est opaque, il est un objet qu'on manipule, un outil qu'on utilise pour exercer une action sur l'autre".

## Engagements
Au-delà de ses recherches, Rodolphe Ghiglione s'est impliqué dans les institutions, il a été Secrétaire général de la Société Française de Psychologie (1981-1985), Président de l’Association Nationale des Organisations de Psychologues (ANOP) (1985-1989), Vice-président du conseil d'administration de l’Université Paris 8 (1998-2000), Directeur de l'UFR de psychologie de l'Université Paris 8 (1974-1984, 1986-1991) et Directeur de l'Institut d'Enseignement à Distance (IED) depuis sa création, en 1997.

## La théorie du contrat de communication
D'après Alain Blanchet, citant les travaux de Rodolphe Ghiglione et de son équipe, la théorie du Contrat de communication "...s'exprime dans le fait que tout sujet communiquant tisse souvent à son insu avec son interlocuteur réel ou potentiel un système de règles latentes qui spécifient la communication et en gèrent le déroulement".
Cette théorie s'inspire de la pragmatique linguistique, en focalisant sur la négociation dans le cadre d'un contrat implicite entre plusieurs locuteurs. Ghiglione et ses collègues démontrent qu'il peut exister des "ruptures" dans ce contrat mais que certaines contraintes existent toujours, impliquant un accord préalable, indispensable pour échanger des propos ou des idées verbalement, entre individus.

## Méthodes d’analyse de contenu ou de discours
Rodolphe Ghiglione et son équipe ont élaboré l'APD et l'ACD, deux théories d'analyse de contenu, relativement répandues dans le domaine universitaire francophone depuis les années 1990. Ces théories ont donné deux méthodes (éponymes) qui sont inspirées (entre autres) de la linguistique et débordent largement du cadre de la psychologie sociale :

### L'analyse propositionnelle du discours (APD)

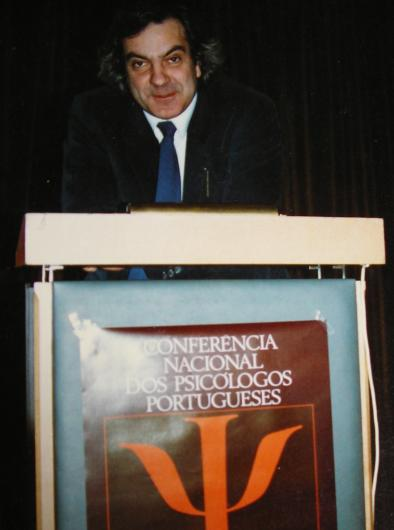
Rodolphe Ghiglione en 1988, lors d'un colloque au Portugal.

L'Analyse propositionnelle du discours a été élaborée pour éliminer certains biais des analyses de contenus thématiques, en particulier la définition arbitraire des unités de codage et le choix subjectif des indicateurs utilisés pour l'interprétation.
L'APD s'appuie sur un découpage du texte en propositions grammaticales, la classification sémantique des mots du textes (en six grandes catégories : substantifs, verbes, connecteurs, modalisations, adjectifs et pronoms), l'identification de classes paradigmatiques regroupant les mêmes objets (appelés "référents noyaux") et la modélisation des propositions sous un formalisme simplifié (appelé "modèle argumentatif").

### L'analyse cognitivo-discursive (ACD)
L'Analyse cognitivo-discursive est une extension de l'APD, qui y ajoute les apports de l'Analyse Propositionnelle Prédicative (APP) (élaborée par T.A. Van Dijk et Walter Kintsch), en combinant les deux méthodes dans une approche unifiée. Ce qui permet de prendre en compte certains aspects psycholinguistiques qui n'étaient pas traités par l'APD.
L'ACD s'appuie sur un ensemble de "règles permettant d'identifier les propositions importantes… appelées Structure Fondamentale de la Signification (SFS) " en excluant "toute proposition anecdotique (…) qui ne participe pas à la cohérence globale du texte" et retenant toute proposition qui introduit un thème ou des personnages principaux ou qui participe au déroulement de l'histoire.

## Publications

### Auteur
- Perception de soi et perception d'autrui chez les adolescents. Enquěte en France et en Grèce (1970). Rodolphe Ghiglione et Jean-Léon Beauvois. International Journal of Psychology, 1464-066X, vol. 5, p. 123–134.
- Recherches sur les attitudes paradigmatiques et syntagmatiques (1970). Rodolphe Ghiglione et Jean-Léon Beauvois. Journal de psychologie normale et pathologique, 2, p. 171-184
- Attitudes psycholinguistiques et perception des mots (1974). Rodolphe Ghiglione et Jean-Léon Beauvois. Journal de psychologie normale et pathologique, 2, p. 170-180
- Les enquêtes sociologiques (1978). Rodolphe Ghiglione et Benjamin Matalon. Armand Colin.  (ISBN 2200310463)
- Conception de la lumière chez l'enfant de 10-12 ans (1980). Rodolphe Ghiglione. Revue française de pédagogie. no 50, p. 24-41
- Manuel d'analyse de contenu (1980). En coll. avec J.L. Beauvois, A. Trognon, et C.Chabrol. Armand Colin.  (ISBN 2200310471)
- L'homme et son langage : attitudes et enjeux sociaux (1980). En coll. avec J.L. Beauvois. Presses Universitaires de France (PUF).  (ISBN 2130367305)
- Analyse propositionnelle et modèles argumentatifs (1982). Rodolphe Ghiglione. Connexions. no 38, p. 89-106
- Les Dires analysés : l'analyse propositionnelle du discours (1985). En coll. avec B. Matalon et N. Bacri. Presses Universitaires de Vincennes.  (ISBN 2-903981-26-4)
- L'homme communiquant (1986), Rodolphe Ghiglione (Ed) Armand Colin.  (ISBN 2200312245)
- Je vous ai compris ou l'analyse des discours politiques (1989) Rodolphe Ghiglione (Ed) Armand Colin.  (ISBN 9782200312503)
- La comunicazione é un contratto (1988). Rodolphe Ghiglione. Liguori, Naples.  (ISBN 8820716003)
- Analyse de contenu et contenus d'analyses (1991). Rodolphe Ghiglione et Alain Blanchet. Dunod.  (ISBN 2100000683)
- Les techniques d'enquête en sciences sociales (1992). Alain Blanchet, Rodolphe Ghiglione, Jean Massonnat, Alain Trognon. Dunod.  (ISBN 9782100490363)
- Où va la pragmatique ? De la pragmatique à la psychologie sociale (1993). En coll. avec A. Trognon. Presses Universitaires de Grenoble (PUG).  (ISBN 2706105372)
- Etude des besoins en information des magasiniers de la Bibliothèque nationale (1993). Carole Bilcik-Dorna, Fabien Tuleu, Rodolphe Ghiglione (dir.) Université Paris VIII.
- Opérateurs de dénotation, opérateurs d'expression, opérateurs de négociation (1994). Rodolphe Ghiglione. Verbum. no 2, p. 109-197, p. 139-157.  (ISSN 0182-5887)
- L'analyse cognitivo-discursive (1995). avec C. Kekenbosch et A. Landré, Presses Universitaires de Grenoble  (ISBN 9782706106514)
- The intralocutor's diatextual frame, (1995), G. Mininni, Rodolphe Ghiglione et E. Sales-Wuillemin, Journal of Pragmatics, 24 (5), 471-487
- (co-dir.) Paroles en images, images de parole (1997) avec Patrick Charaudeau, Didier-Érudition.  (ISBN 9782864603641)
- La parole confisquée, un genre télévisuel : le talk-show (1997). Charaudeau Patrick, Ghiglione Rodolphe (dir.) Dunod.  (ISBN 2100030132)
- (coll.) L'analyse automatique des contenus (1998) Dunod.  (ISBN 9782100034680)
- Discours politique et télévision (1998), avec Bromberg, PUF.  (ISBN 2130488897)
- Les métiers de la psychologie (1998). Dunod.  (ISBN 9782100035724)
- La pensée, le langage et la catégorie (1999). Psychologie Française, 44 (1), 19-32.

### Éditeur
- Cours de psychologie (six volumes). En collaboration avec Jean-François Richard. Dunod.  (ISBN 2100010018) et suivants
- Traité de psychologie cognitive (deux volumes). En collaboration avec Claude Bonnet et Jean-François Richard. Dunod.  (ISBN 9782100078448)

à compléter

## Activités éditoriales
- Créateur et directeur de la série Psychologie dans la collection U d'Armand Colin (1984-1992).
- Créateur et directeur de la série Dunod Société de l'éditeur Dunod (1992-1996).
- Codirecteur de la Revue Internationale de Psychologie Sociale (R.I.P.S.)[18]
- Rédacteur en chef de Psychologie Française (1994-1999).